# 15116 Jaytate
15116 Jaytate eller 2000 DZ12 är en asteroid i huvudbältet som upptäcktes den 27 februari 2000 av Spacewatch vid Kitt Peak-observatoriet. Den är uppkallad efter Jonathan Tate.